# USS Lardner (DD-487)
Эскадренный миноносец «Корри» (англ. USS Lardner (DD-487)) — американский эсминец типа Gleaves.
Заложен 15 сентября 1941 года на верфи Federal Shipbuilding and Drydock Company, Карни (Нью-Джерси). Спущен 20 марта 1942 года, вступил в строй 13 мая 1942 года.
Выведен в резерв 16 мая 1946 года.
Из ВМС США исключён 15 августа 1949 года.
10 июня 1949 года передан Турции, где 7 августа 1949 года введен как эсминец (Muhrip) G.4 (позже D 21, D 347) «Gemlik». Исключен 15 июня 1979 года. Использовался как плавбаза до 10 августа 1981 года. 21 ноября 1982 года потоплен как мишень в восточной части
Средиземного моря американскими крейсером УРО CG 34 «Biddle», фрегатом УРО FFG 6 «Furer», фрегатом FF 1095 «Truett» и палубной авиацией авианосца CVW-6.